# Dysstroma ochreogriseata
Dysstroma ochreogriseata är en fjärilsart som beskrevs av Heydemann 1929. Dysstroma ochreogriseata ingår i släktet Dysstroma och familjen mätare. Inga underarter finns listade i Catalogue of Life.